# Weißewarte
Weißewarte ist eine Ortschaft und ein Ortsteil der Stadt Tangerhütte im Süden des Landkreises Stendal im Land Sachsen-Anhalt.

## Geographie
Weißewarte, ein Haufendorf mit Gut und Kirche, liegt 6 Kilometer nordöstlich von Tangerhütte und 11 Kilometer südwestlich von Tangermünde im Südosten der Altmark. Das Dorf ist vollständig von Wald umgeben. Westlich des Ortes beginnt das Fauna-Flora-Habitat Gebiet „Süppling westlich Weißewarte“.
Nördlich von Weißewarte vereinigen sich zahlreiche Quellbäche zum Fluss Tanger, der wenige Kilometer entfernt in die Elbe mündet. Das Gebiet um den Ort ist überwiegend flach und fällt nach Norden leicht zum Tanger ab.

## Geschichte

### Mittelalter bis Neuzeit
Im Mittelalter wurde zwischen dem Jercheler See und dem heutigen Weißewarte von den Tangermündern eine Weiße und eine Rote Warte gebaut. Nach der ersten Warte wurde das Dorf benannt. Beide Türme wurden jedoch vollständig geschleift.
Im 16. Jahrhundert befand sich auf der wüsten Feldmark Fischerribbe ein Vorwerk des Amtes Tangermünde. Den östlichen Teil der Feldmark hatte das Amt 1539 erworben. Im Jahre 1559 ist der Name Vorwerk Weißewarthe als Name für das Vorwerk überliefert. Im 17. Jahrhundert wechselte der Sprachgebrauch, das Vorwerk und die Kossäthensiedlung hießen Weißewarte und die wüste Feldmark hieß nun Fischerribbe.
Die Wehrmacht betrieb vor Kriegsbeginn einen Segelflugplatz am Dorfrand. Unmittelbar südwestlich von Weißewarte wurde ab Mai 1940 ein Gelände als Arbeitsplatz der Flugzeugführerschule Burg genutzt. Hauptnutzer waren jedoch die Fallschirmjäger-Ersatz-Einheiten, die hier lagen, wie 1945 das Fallschirm-Granatwerfer-Lehr-Bataillon, das während der Operation Plunder und Varsity bei Hamminkeln eingesetzt wurde. Einige Fundamente der Unterkünfte und der Eingangsbereiche sowie der Schießplatz sind noch am Waldrand vorhanden.
Nach dem Krieg gehörte Weißewarte zum US-amerikanischen Sektor, wurde aber nach kurzer Zeit an die sowjetischen Besatzungstruppen übergeben.

### Rote und Weiße Warte
Die Wallreste einer alten Warte oder Landwehr an der Alten Heerstraße zwischen Weißewarte und Jerchel auf der Gemarkung Buch sind heute als Bodendenkmal unter Schutz gestellt.
August Wilhelm Pohlmann meinte im Jahre 1829, die Stadt Tangermünde hätte am Anfang des 14. Jahrhunderts, nach 1321, zu ihrem Schutz zwei Warttürme, die Weiße und die Rote Warte anlegen lassen. 1829 waren von der Weißen Warte, die dem daneben liegenden Dorf Weißewarte seine Namen gab, nur noch wenige Steine der Grundmauer sichtbar. Lothar Mittag meinte hingegen im Jahre 2002, dass der Ursprung der weit von Tangermünde entfernten Anlagen fraglich ist. Vielleicht sind sie der benachbarten „Stadt“ Buch zuzurechnen.
Wilhelm Zahn schrieb 1909, dass die Weiße Warte unmittelbar südlich beim jetzigen Ort Weißewarte lag. Die Rote Warte war der östlichste Punkt einer Befestigungslinie zwischen der Weißen und Roten Warte auf der Feldmark von Buch. Der Landgraben war 1909 noch teilweise erhalten. 1560 gehörte die Warte der Gemeinde zu Buch. Sie hielt dort einen Krüger. Wie Zahn schilderte, deckten die Türme einen drei Kilometer breiten Pass, durch den die alte Heerstraße nach Magdeburg führte, zwischen dem jetzt aus Wiesen bestehenden halbmondförmigen Jerchlschen See und dem zum Teil morastigen Wald der Tangerniederung.

### Wildpark Weißewarte

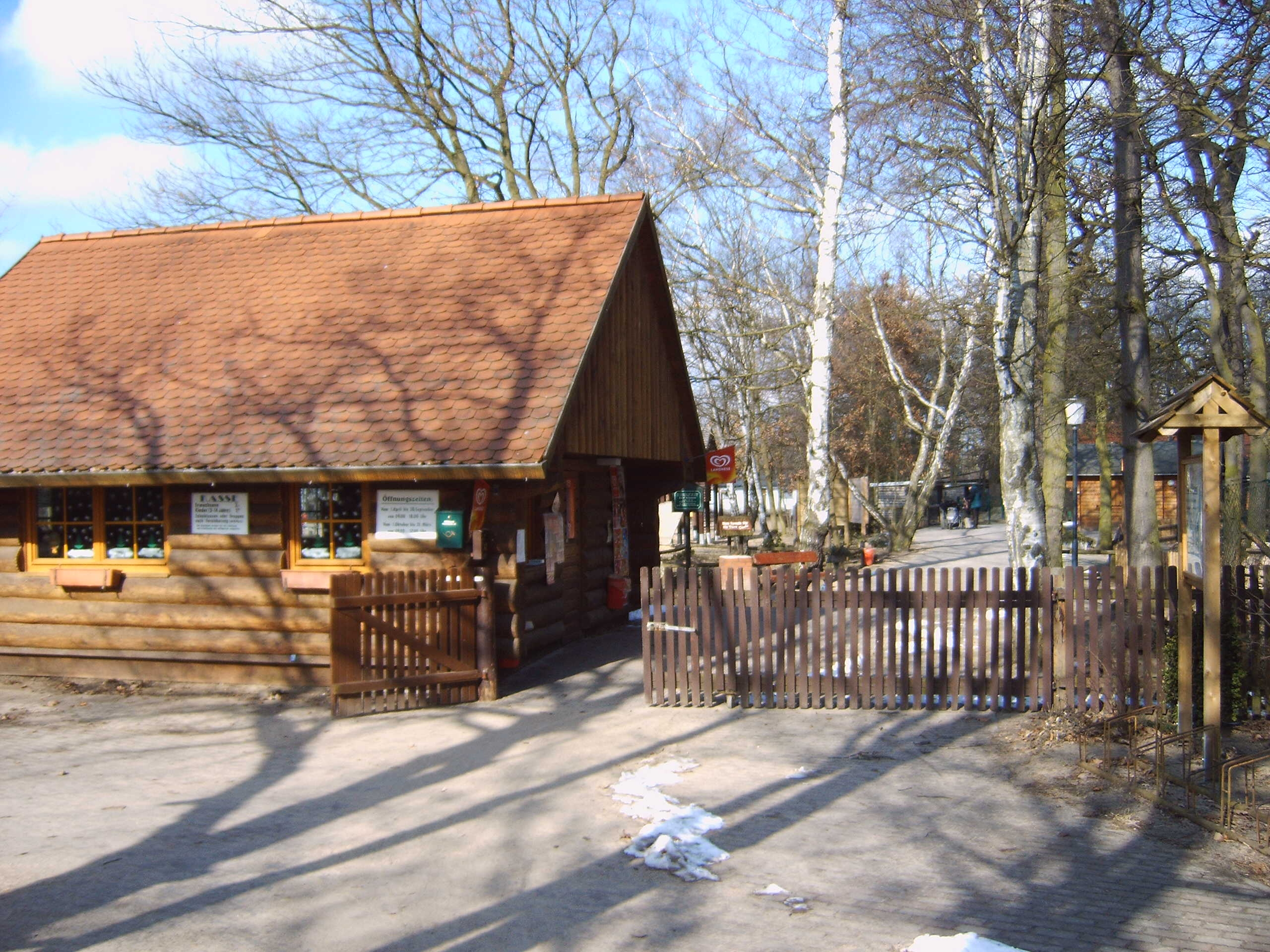
Eingang zum Wildpark Weißewarte

Im Jahre 1973 hatte der Bürgermeister von Weißewarte zusammen mit Helfern der örtlicher Jäger, der Forst und der Gemeinde ein Wildgehege am Ortsrand errichten lassen, in dem Damwild, Wildschweine, Fasane und Greifvögel gehalten wurden. Der Wildpark Weißewarte hielt bis zu seiner Schließung Ende 2022 auf einer Fläche von 15 Hektar rund 400 Tiere aus 50 Arten. Nachdem der Park Anfang 2023 geräumt wurde, hatte die Stadt Tangerhütte dort den Betrieb einer öffentlich zugänglichen Freizeiteinrichtung ausgeschrieben, die bis Ende März 2024 abgeschlossen sein soll. Im Juli 2023 hatten die letzten Tiere das Areal verlassen. Anfang 2024 soll das Gelände verkauft werden.

### Archäologie
Im Jahre 1916 stießen Arbeiter auf beim Auffrischen von Rüsselkäferfanggräben im Jagen 4 der Oberförsterei Weißewarte südwestlich des Dorfes auf Urnen mit Knochen. Im Juni und August 1916 wurde von Franz Kuchenbuch dort ein früheisenzeitliches Gräberfeld mit 22 Gräbern ermittelt und geborgen.

### Eingemeindungen
Ursprünglich gehörten Dorf und Gut Weißewarte zum Tangermündeschen Kreis der Mark Brandenburg in der Altmark. Von 1807 bis 1813 lagen sie im Kanton Grieben auf dem Territorium des napoleonischen Königreichs Westphalen. Nach weiteren Änderungen kamen sie 1816 zum Kreis Stendal, dem späteren Landkreis Stendal. Am 30. September 1928 wurde der Gutsbezirk Forst Weißewarte mit der Landgemeinde Weißewarte vereinigt. Damit kamen die ursprünglich zum Gutsbezirk gehörigen Forsthäuser Hagedungsforth und Süppling zur Landgemeinde. Der Hagedungsforthgraben im Norden der Gemarkung erinnert an das Forsthaus gleichen Namens.
Am 25. Juli 1952 wurde die Gemeinde Weißewarte dem Kreis Tangerhütte zugeordnet. Nach dessen Auflösung gehörte Weißewarte ab 1. Januar 1988 zum Kreis Stendal und schließlich ab 1. Juli 1994 wieder zum Landkreis Stendal.
In einem Gebietsänderungsvertrag zwischen der Stadt Tangerhütte und allen Mitgliedsgemeinden der Verwaltungsgemeinschaft Tangerhütte-Land wurde deren Eingemeindung nach Tangerhütte geregelt. Dem Vertrag stimmte der Gemeinderat Weißewarte am 10. Mai 2010 zu. Er wurde vom Landkreis als unterer Kommunalaufsichtsbehörde genehmigt und die Eingemeindung trat am 31. Mai 2010 in Kraft. So wurde Weißewarte eine Ortschaft und ein Ortsteil der „Einheitsgemeinde Stadt Tangerhütte“.

### Einwohnerentwicklung

#### Dorf und Gut
| Jahr                     | 1772 | 1790 | 1798    | 1801 | 1818 | 1840 | 1864 | 1871 | 1885 | 1892 | 1895 | 1900 | 1905 |
| Dorf Weißewarte          | 75   | 172  | 165     | 197  | 196  | 349  | 592  | 533  | 525  | 580  | 557  | 608  | 353  |
| Oberförsterei Weißewarte |      |      | [00]025 |      |      |      |      |      | 030  |      | 17   |      | 09   |

#### Gemeinde
| Jahr | Einwohner |
| ---- | --------- |
| 1910 | [00]654   |
| 1925 | 680       |
| 1939 | 658       |
| 1946 | 708       |
| 1964 | 641       |
| 1971 | 570       |
| 1981 | 479       |
| 1985 | [00]460   |
| 1990 | [00]409   |

| Jahr | Einwohner |
| ---- | --------- |
| 1993 | 417       |
| 1995 | [00]405   |
| 2000 | [00]447   |
| 2002 | [00]484   |
| 2004 | [00]457   |
| 2006 | [00]432   |
| 2008 | [00]426   |
| 2009 | [00]422   |

Quelle, wenn nicht angegeben, bis 1993:

#### Ortsteil
| Jahr | Einwohner |
| ---- | --------- |
| 2013 | [00]384   |
| 2014 | [00]381   |
| 2018 | [00]366   |
| 2019 | [00]372   |
| 2020 | [00]374   |
| 2021 | [00]366   |
| 2022 | [0]367    |
| 2023 | [0]364    |

## Religion
- Die evangelische Kirchengemeinde Weißewarte, die früher zur Pfarrei Elversdorf bei Demker gehörte,[24] wird heute betreut vom Pfarrbereich Tangerhütte im Kirchenkreis Stendal im Bischofssprengel Magdeburg der Evangelischen Kirche in Mitteldeutschland.[25] Die ältesten überlieferten Kirchenbücher für Weißewarte stammen aus dem Jahre 1723. Ältere Einträge finden sich bei Buch.[26]
- Die katholischen Christen gehören zur Pfarrei St. Anna in Stendal im Dekanat Stendal im Bistum Magdeburg.[27]

## Politik

### Ortsbürgermeister
Im Juli 2024 wurde Marco Radke als Ortsbürgermeister der Ortschaft Weißewarte wiedergewählt.
Letzter Bürgermeister der Gemeinde war Detlef Radke (CDU) von 1995 bis 2010.

### Ortschaftsrat
Die Ortschaftsratswahl am 9. Juni 2024 lieferte folgende Sitzverteilung (in Klammern die Ergebnisse von 2019).
- 2 Sitze „Wählergemeinschaft Weißewarte“ (3 Sitze)
- 1 Sitz CDU (1 Sitz)
- 1 Sitz Einzelbewerberin Gayda

Die CDU hätte einen weiteren Sitz besetzen können, hatte aber keinen weiteren Bewerber aufgestellt. Ein weiterer Einzelbewerber konnte aufgrund seiner Stimmenzahl keinen Sitz erringen, daher wurden nur 4 von 5 Sitzen vergeben. Gewählt wurden eine Frau und 3 Männer. Von 317 Wahlberechtigten hatten 238 ihre Stimme abgegeben, die Wahlbeteiligung betrug damit 75,08 Prozent.

### Wappen
Das Wappen wurde am 30. Januar 1995 durch das Regierungspräsidium Magdeburg genehmigt.
Blasonierung: „In Rot ein silberner aus dem Schildfuß wachsender gezinnter Turm mit zwei offenen Fenstern übereinander; im Schildhaupt in Silber ein fünffach geästeter roter Holzstamm.“
Die Farben des Ortes sind Rot - Silber (Weiß).
Das Wappen ist ein „redendes Wappen“. Mit dem dargestellten Turm wird auf einen an der Südseite des Ortes nicht mehr existierenden Wachturms (Warte) erinnert. Diese Warte hieß „wiette warde“ (weiße Warte), gehörte mit zur Burg Tangermünde und gab dem später entstehenden Ort seinen Namen. Die Heraldische Gesellschaft „Schwarzer Löwe“ Leipzig gestaltete das Wappen und registrierte es in der Quedlinburger Wappenrolle unter QWR II/90007 am 25. Februar 1990.

## Kultur und Sehenswürdigkeiten
- Der Wildpark Weißewarte ist seit 2022 geschlossen.
- Die evangelische Dorfkirche Weißewarte auf dem Ortsfriedhof wurde 1848 als neugotischer Backsteinbau errichtet. Vorher stand an der Stelle eine barocke Fachwerkkirche.[33] In den 2000er Jahren fanden Sanierungsarbeiten statt. So wurde das Kirchendach erneuert, eine neue Turmspitze aufgesetzt, eine Winterkirche eingebaut und das Fenster mit einem Christusmonogramm repariert.
- Auf dem Ortsfriedhof erinnern Grabstätten an drei Personen aus der Sowjetunion, die während des Zweiten Weltkrieges nach Deutschland verschleppt und Opfer von Zwangsarbeit wurden.
- An der Dorfstraße in Weißewarte steht ein Denkmal aus aufgetürmten Feldsteinen für die Gefallenen des Ersten und Zweiten Weltkrieges, das Kriegerdenkmal Weißewarte.[34]

## Wirtschaft und Infrastruktur
- Weißewarte ist über Landstraßen mit den umliegenden Städten Tangerhütte (5 km), Tangermünde (10 km) und Stendal (17 km) verbunden. Die nächsten Bahnhöfe befinden sich in Tangerhütte, Tangermünde und Demker (Strecke Magdeburg–Stendal).
- Es verkehren Linienbusse und Rufbusse von stendalbus.[35]

## Persönlichkeiten
- Oskar von Arnstedt (1840–1914), Regierungspräsident der Regierungsbezirke Minden und Magdeburg, geboren in Weißewarte